# Edgar (Wisconsin)
Edgar ist eine Gemeinde (mit dem Status „Village“) im Marathon County im US-amerikanischen Bundesstaat Wisconsin. Im Jahr 2010 hatte Edgar 1479 Einwohner.
Edgar ist der Bestandteil der Metropolitan Statistical Area Wausau, die sich mit dem Marathon County deckt.

## Geografie
Edgar liegt in der nördlichen Mitte Wisconsins am Scotch Creek, der über den Big Rib River und den Wisconsin River zum Stromgebiet des Mississippi gehört.
Die geografischen Koordinaten von Edgar sind 44°55′38″ nördlicher Breite und 89°57′48″ westlicher Länge. Das Gemeindegebiet erstreckt sich über eine Fläche von 4,69 km² und grenzt im Westen an die Town of Wien sowie an die Town of Cassel im Osten.
Nachbarorte von Edgar sind Marathon City (13,2 km östlich), Fenwood (10,9 km südwestlich), Stratford (23,1 km in der gleichen Richtung) und Athens (21,2 km nordwestlich).
Die nächstgelegenen größeren Städte sind Wausau (29,5 km östlich), Green Bay am Michigansee (178 km ostsüdöstlich), Appleton (174 km südöstlich), Wisconsins größte Stadt Milwaukee (361 km in der gleichen Richtung), Wisconsins Hauptstadt Madison (253 km südsüdöstlich), La Crosse am Mississippi (210 km südwestlich), Eau Claire (135 km westlich), die Twin Cities in Minnesota (257 km in der gleichen Richtung) und Duluth am Oberen See in Minnesota (344 km nordwestlich).

## Verkehr
Der Wisconsin State Highway 29 verläuft in West-Ost-Richtung im Norden am Gemeindegebiet von Edgar vorbei. Der von Nord nach Süd führende County Highway H bildet die Hauptstraße der Gemeinde. Alle weiteren Straßen sind untergeordnete Landstraßen, teils unbefestigte Fahrwege sowie innerörtliche Verbindungsstraßen.
Der nächste Flughafen ist der Central Wisconsin Airport in Mosinee (33,7 km südöstlich).

## Bevölkerung
Nach der Volkszählung im Jahr 2010 lebten in Edgar 1479 Menschen in 597 Haushalten. Die Bevölkerungsdichte betrug 315,4 Einwohner pro Quadratkilometer. In den 597 Haushalten lebten statistisch je 2,48 Personen. 
Ethnisch betrachtet setzte sich die Bevölkerung zusammen aus 97,4 Prozent Weißen, 0,4 Prozent Afroamerikanern, 0,4 Prozent amerikanischen Ureinwohnern, 0,2 Prozent Asiaten, 0,2 Prozent Polynesiern sowie 0,7 Prozent aus anderen ethnischen Gruppen; 0,6 Prozent stammten von zwei oder mehr Ethnien ab. Unabhängig von der ethnischen Zugehörigkeit waren 2,0 Prozent der Bevölkerung spanischer oder lateinamerikanischer Abstammung. 
27,7 Prozent der Bevölkerung waren unter 18 Jahre alt, 58,0 Prozent waren zwischen 18 und 64 und 14,3 Prozent waren 65 Jahre oder älter. 50,7 Prozent der Bevölkerung war weiblich.
Das mittlere jährliche Einkommen eines Haushalts lag bei 49.732 USD. Das Pro-Kopf-Einkommen betrug 22.072 USD. 14,1 Prozent der Einwohner lebten unterhalb der Armutsgrenze.